# Musikjahr 1419
Liste der Musikjahre

◄◄ | ◄ | 1415 | 1416 | 1417 | 1418 | Musikjahr 1419 | 1420 | 1421 | 1422

Weitere Ereignisse
Dieser Artikel behandelt das Musikjahr 1419.

## Ereignisse und Personalia

### Heiliges Römisches Reich

#### Hochstift Lüttich
- Johannes Franchois de Gemblaco ist Succentor an der Kollegiatkirche St. Martin in Lüttich.[1]

#### Herzogtum Brabant
- Gilles Binchois findet sich in den Rechnungsbüchern von St. Waudru in Mons, wo er ab dem 8. Dezember 1419 die Orgel spielt.[2]

#### Hochstift Cambrai
- Nach dem Tod Johann Ohnefurchts kehrt Nicholas Grenon für kurze Zeit nach Cambrai zurück.

### Herzogtum Burgund
- Die französischen Komponisten Nicholas Grenon, Cardot, Guillaume Rouge und Pierre Fontaine sind zwischen 1415 und 1419 Sänger der burgundischen Hofkapelle Johann Ohnefurchts, der am 10. September verstirbt.[3]

### Italienische Staaten

#### Florenz
- Papst Martin V. hält sich mit seiner Hofkapelle 1419 bis 1420 in Florenz an der Kirche Santa Maria Novella auf.[4]

#### Padua
- Johannes de Francia tenorista erscheint in den Gehaltslisten der Kathedrale von Padua.[5]

#### Rimini
- Guillaume Dufay tritt in die Dienste Carlo Malatesta da Riminis.[6]

### Königreich Aragonien
- König Alfons V. sendet Huguet lo Franch mit einem Brief, der ihm alle Privilegien gewährt nach Frankreich, um Sänger für seine Hofkapelle zu rekrutieren.[7]

### Königreich England
- Der englische Komponist John Cooke verlässt die Chapel Royal, der er seit Sommer 1413 angehört, im Juli des Jahres.[8]
- Der englische Komponist John Pyamour ist von 1419 bis 1426 Mitglied der Chapel Royal. Sie begleitet von 1418 bis 1421 Heinrich V. auf seinem Kriegszug nach Frankreich.[9]

## Gestorben
- Matheus de Brixia, italienischer Komponist (* unbekannt)[10]